# Chairul Saleh
Chairul Saleh Dt Paduko Rajo né le 13 septembre 1916 à Sawahlunto et mort le 8 février 1967 à Jakarta, est un homme politique indonésien.

## Biographie
Il a été ministre du gouvernement indonésien et vice-premier ministre pendant la présidence de Sukarno. Il était un proche confident de Sukarno, qu'il avait aidé à persuader de  déclarer l'indépendance de l'Indonésie en 1945. Il a vécu aux Pays-Bas de 1952 à 1953, mais est retourné en Indonésie après avoir été expulsé. . Il rejoint le cercle des conseillers de Sukarno en 1955.
Une semaine avant le le coup d'État avorté le 30 septembre 1965, Saleh s'est rendu en Chine avec une délégation de 45 personnes pour célébrer la fête nationale de la Chine le 1er octobre. Il est enterré au cimetière Karet Bivak, dans le centre de Jakarta.